# Gara Câmpulung la Tisa
Gara Câmpulung la Tisa este o stație de cale ferată care deservește Câmpulung la Tisa, județul Maramureș, România. Situată pe Linia 411 și Linia 423, linii secundare ale Magistralei CFR 400, este stație de frontieră.

## Istoric
Câmpulung la Tisa a fost legat la rețeaua de cale ferată pe 4 decembrie 1872, odată cu inaugurarea tronsonului Bustyaháza (Buștîno/Bustea) – Máramarossziget (Sighetu Marmației) a liniei de cale ferată Debrecen – Szatmárnémeti (Satu Mare) – Királyháza (Korolevo/Craihaza) – Máramarossziget (Sighetu Marmației). Linia a fost exploatată de Északkeleti Vasúttal (Căile Ferate Nord-Est) iar din 1890 linia a fost preluată de către Căile Ferate Maghiare (Magyar Államvasutak). După inaugurarea liniei, remorcarea trenurilor a fost făcută cu locomotive cu abur, din clasele MÉKV I (nr. 1"–8"), II (nr. 1–21), III (nr. 50–73), III (nr. 101–105), III (nr. 200–208), XII (nr. 400–401) și seriile MÁV 221, 238, 326, 335, 374 și 377. La sfârșitul Primului Război Mondial, linia ferată a fost împărțită în patru părți: porțiunea de vest de la Debrecen până la Nyírábrány a rămas Ungariei, porțiunea de la Carei la Halmeu a trecut pe teritoriul României, tronsonul de la Diakovo (astăzi Nevetlenfolu) până după Teresva pe teritoriul cehoslovac și cel de după Teresva de la Câmpulung la Tisa la Sighetu Marmației din nou pe teritoriul României, astfel Câmpulung la Tisa a devenit stație la frontiera cu Cehoslovacia. Ca urmare a celor două dictate de la Viena din martie 1939 și august 1940 întreaga linie ferată a trecut sub control maghiar pentru o perioadă de câțiva ani. După sfârșitul celui de-al Doilea Război Mondial, granițele din anul 1938 au fost restaurate parțial, însă Ucraina Carpatică nu a mai fost retrocedată Cehoslovaciei, ci a fost inclusă în Uniunea Sovietică iar Câmpulung la Tisa a devenit stație la frontiera româno-sovietică. Căile Ferate Sovietice (în rusă "Советские железные дороги" Sovetskie Jeleznîe Doroghi SJD) au schimbat ecartamentul liniilor, porțiunea de cale ferată preluată fiind trecută de la ecartamentul standard (1 435 mm) la ecartamentul larg (1 520 mm). Odată cu prăbușirea URSS în 1991, partea sovietică a liniei de cale ferată a trecut pe teritoriul ucrainean și este exploatată de Căile Ferate Ucrainene (în ucraineană "Укрзалізниця" Ukrzaliznîția UZ). În 1895, odată cu inaugurarea liniei de cale ferată Máramarossziget (Sighetu Marmației) – Barnabás (Kostîlivka/Berlebaș) – Kőrösmező (Iasinia/Frasin) – Stanislau (Ivano-Frankivsk), Sighetu Marmației a fost legat de Frasin și Ivano-Frankivsk. Întrucât linia era situată atât pe teritoriul Cisleithaniei cât și pe cel Transleithaniei al Austro-Ungariei, porțiunea austriacă a căii ferate a fost exploatată de către Căile ferate de stat cezaro-crăiești austriece / Căile ferate de stat imperialo-regale austriece (în germană "k.k. österreichische Staatsbahnen") iar cea ungară de către compania feroviară MÁV (în maghiară "Magyar Államvasutak"). La sfârșitul Primului Război Mondial, linia ferată a fost împărțită în trei părți: porțiunea de sud de la Sighetu Marmației până după Valea Vișeului a rămas României, porțiunea mediană de la Dilove la Frasin a trecut pe teritoriul cehoslovac și cea de nord de după Frasin la Ivano-Frankivsk pe teritoriul Poloniei. Ca urmare a stabilirii acestor noi granițe, căile ferate din partea românească a Maramureșului nu au mai avut nici o legătură cu restul rețelei feroviare a României. În 1928 s-a încheiat un acord între Polonia, Cehoslovacia și România cu privire la modul de folosire a acestei linii, astfel legătura feroviară dintre Maramureș și restul țării se facea prin teritoriul cehoslovac. Ca urmare a celor două dictate de la Viena din martie 1939 și august 1940 și a Pactului Ribbentrop-Molotov porțiunea de sud și cea mediană a trecut sub controlul maghiar iar porțiunea de nord a trecut la Uniunea Sovietică. În 1941, Germania a atacat Uniunea Sovietică iar după cucerirea Galiției, autoritățile militare germane de ocupație au înființat Direcția Căilor Ferate de Est Lemberg (în germană "Ostbahndirektion Lemberg"), subordonată Direcției Generale a Căilor Ferate de Est (în germană "Generaldirektion der Ostbahn" Gedob) care a preluat exploatarea căilor ferate din Galiția și, prin urmare, și a porțiunii nordice a traseului Sighetu Marmației–Ivano-Frankivsk. După sfârșitul celui de-al Doilea Război Mondial, granițele din anul 1938 au fost restaurate parțial, URSS a anexat atât Galiția, cât și Ucraina Carpatică, astfel că partea centrală și de nord a acestei căi ferate a trecut pe teritoriul său iar Căile Ferate Sovietice (SJD) au schimbat ecartamentul liniilor, porțiunea de cale ferată preluată fiind trecută de la ecartamentul normal (1 435 mm) la ecartamentul lat (1 520 mm). România a primit înapoi partea de sud a Maramureșului (Județul Maramureș interbelic), cu porțiunea de sud a liniei. Deoarece tronsonul de la vest de Sighetu Marmației al căii ferate Debrecen – Sighetu Marmației, în apropierea localității Câmpulung la Tisa, a trecut iarăși pe teritoriul unui stat străin, de această dată cel sovietic, s-a rupt legătura de la Valea Vișeului prin Sighetu Marmației către Câmpulung la Tisa cu rețeaua feroviară a României. Din 1947 legătura Maramureșului cu restul țării pe calea feroviară a fost refăcută odată cu reluarea tranzitului prin teritoriul, de acum, sovietic. În 1949 a fost pusă în funcțiune linia Salva – Dealul Ștefăniței – Vișeu de Jos, care a conectat linia de cale ferată Valea Vișeului – Vișeu de Jos – Borșa deschisă în 1913 cu linia de cale ferată Beclean – Salva – Rodna Veche pusă în funcțiune în anul 1890, România a stabilit astfel o legătură a căilor ferate din Maramureș cu restul rețelei sale feroviare, fără a mai fi necesar tranzitarea teritoriului altei țări. Tronsonul între Valea Vișeului – Sighetu Marmației – Câmpulung la Tisa a fost echipat cu patru șine, pentru a putea fi folosit atât de trenurile care circulă pe șine cu ecartament normal, cât și de cele care circulă pe șine cu ecartament larg și este considerat linie de peaj. După destrămarea Uniunii Sovietice în 1991, partea de nord a traseului a fost preluată de compania feroviară ucraineană de stat Ukrzaliznîția (UZ) de la fosta companie feroviară sovietică SJD. Ambele puncte de trecere a frontierei, Valea Vișeului și Câmpulung la Tisa, sunt echipate numai cu șine cu ecartament larg.

## Gara
Gara Câmpulung la Tisa este situată în satul Câmpulung la Tisa din comuna Câmpulung la Tisa, la 360 m de centrul localității și la 2,8 km de frontiera dintre România și Ucraina și a fost renovată în 2015, în cadrul unui proiect de securizare a granițelor, în vederea aderării României la spațiul Schengen.
Stația Câmpulung la Tisa este amplasată pe Linia 411 Sighetu Marmației – Câmpulung la Tisa, la kilometrul 11+940 față de stația Sighetu Marmației, respectiv pe Linia 423 Rahiv – Sighetu Marmației – Teresva, linie cu ecartament larg, folosită de trenurile Ukrzaliznîția (UZ), la kilometrul 5+780 față de stația Teresva. Stația este dotată cu instalație de centralizare electromecanică CEM.
Stația Câmpulung la Tisa are 5 linii, 3 linii cu ecartament normal (1 435 mm) și 2 linii cu ecartament larg (1 520 mm), dintre care patru sunt folosite pentru trenurile cu pasageri și trenurile de marfă (Liniile 2N, 3N, 3L și 4L) iar o linie este folosită pentru încărcare și descărcare mărfuri din mijloace de transport auto (Liniile 1N). Cea mai scurtă linie are o lungime de 254 m iar cea mai lungă are 590 m.
După 2007 traficul prin stația Câmpulung la Tisa a fost inexistent. Ultimele trenuri care au circulat au fost cele pe traseul Sighetu Marmației – Teresva (1998-2007). În 2022 P.T.F. Feroviar Câmpulung la Tisa a fost redeschis.

## Distanțe față de alte gări din România și Europa

### Distanțe față de alte gări din România
- Câmpulung la Tisa și Arad (via Cluj-Napoca și Teiuș) - 568 km
- Câmpulung la Tisa și Baia Mare (via Dej Călători și Beclean pe Someș) - 310 km
- Câmpulung la Tisa și Beclean pe Someș - 152 km
- Câmpulung la Tisa și București Nord (via Cluj-Napoca) - 735 km
- Câmpulung la Tisa și București Nord (via Deda) - 618 km
- Câmpulung la Tisa și Cluj-Napoca - 235 km
- Câmpulung la Tisa și Dej Călători - 178 km
- Câmpulung la Tisa și Episcopia Bihor (via Cluj-Napoca) - 393 km
- Câmpulung la Tisa și Jibou (via Dej Călători) - 252 km
- Câmpulung la Tisa și Oradea (via Cluj-Napoca) - 387 km
- Câmpulung la Tisa și Satu Mare (via Baia Mare) - 370 km
- Câmpulung la Tisa și Suceava (via Salva) - 367 km

### Distanțe față de alte gări din Europa
- Câmpulung la Tisa și  Železničná stanica Bratislava-Petržalka (via Arad, Keleti Budapesta și Hauptbahnhof Viena) - 1148 km
- Câmpulung la Tisa și  Keleti Budapesta (via Arad) - 821 km
- Câmpulung la Tisa și  Keleti Budapesta (via Oradea) - 634 km
- Câmpulung la Tisa și  Keleti Budapesta (via Valea lui Mihai) - 698 km
- Câmpulung la Tisa și  Chișinău (via Suceava și Iași) - 614 km
- Câmpulung la Tisa și  Kiev Pasajirski (via Suceava) - 1147 km
- Câmpulung la Tisa și  Kiev Pasajirski (via Teresva, Korolevo, Mukacevo, Batovo, Strîi, Liov, Rivne și Sarnî) - 973 km
- Câmpulung la Tisa și  Kiev Pasajirski (via Valea Vișeului, Rahiv, Ivano-Frankivsk, Liov, Rivne și Sarnî) - 939 km
- Câmpulung la Tisa și  Praha hlavní nádraží (via Arad, Keleti Budapesta, Hauptbahnhof Viena și Brno hlavní nádraží) - 1493 km
- Câmpulung la Tisa și  Hauptbahnhof Viena (via Arad) - 1083 km
- Câmpulung la Tisa și  Hauptbahnhof Viena (via Oradea) - 897 km
- Câmpulung la Tisa și  Hauptbahnhof Viena (via Valea lui Mihai) - 952 km